# Belle infidèle
Uma belle infidèle (literalmente, "bela infiel") é uma tradução que, para atingir um estilo elegante e o mais próximo possível da língua de chegada, modifica vários aspectos do texto na língua original, alterando suas referências e forma.

## O nascimento do termo
O conceito de tradução belle infidèle originou-se na França do século XVII.  A definição deve-se ao filólogo Gilles Ménage, que em 1654 descreveu as traduções feitas por Nicolas Perrot d'Ablancourt de Luciano como semelhantes a "uma mulher por quem me apaixonei em Tours, que era bonita mas infiel". 

## Defensores das belles infidèles
Entre os vários defensores desse estilo de tradução estão Amyot (um precursor), Malherbe e Goudeau. Para aqueles que defendem as belles infidèles", elas servem para permitir que aqueles que não conhecem a cultura da época - no caso, os clássicos já que as obras mais traduzidas dessa forma eram da Grécia antiga e da Roma antiga - entender o texto, e o tradutor é, portanto, levado a se tornar também um adaptador. 

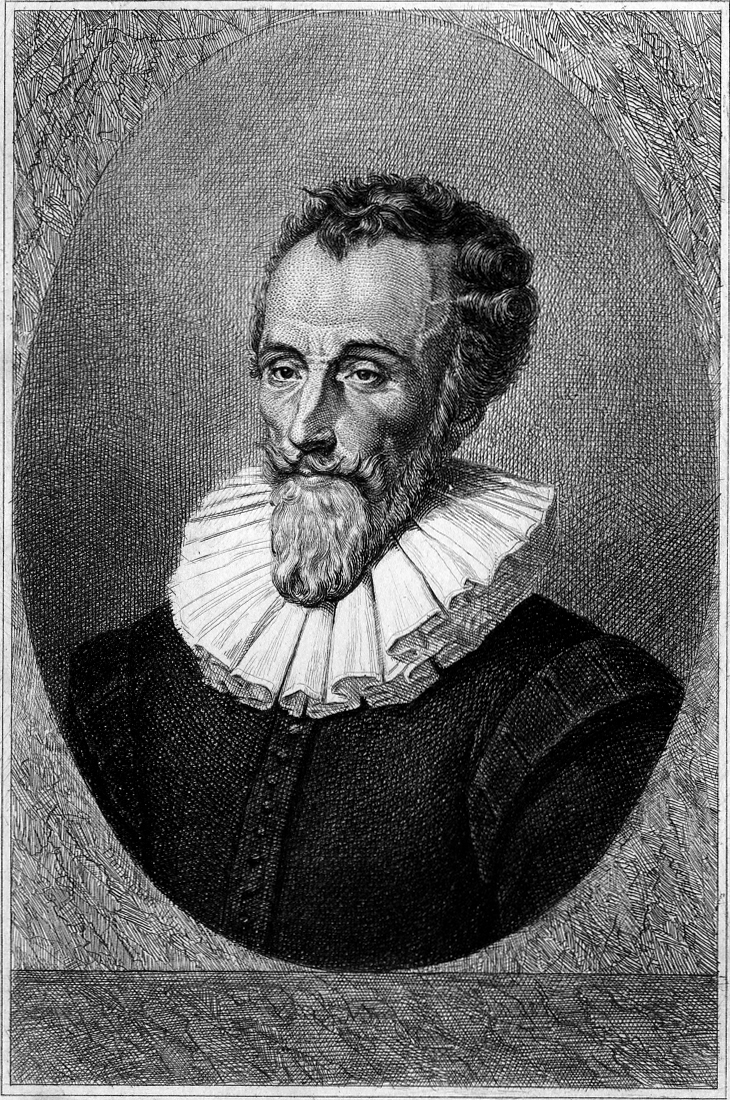
Malherbe foi um dos defensores das traduções "belas e infiéis"

A primeira parte do século XVII foi a grande era do classicismo francês e as expectativas do público foram cada vez mais voltadas para traduções que se conformassem aos cânones da época. As traduções livres conhecidas como "les belles infidèles" visavam tornar os textos-alvo agradáveis de ler, e isso continuou a ser uma característica dominante da tradução para o francês durante o século XVIII. Os autores clássicos foram reproduzidos com base na moda literária e na moral da França da época. 
Os tradutores procuraram modificar as obras escritas por autores gregos e latinos para torná-las esteticamente apreciáveis na língua e cultura receptora francesa. Assim, evitaram traduzir palavrões, elementos eróticos e tudo o que pudesse perturbar o leitor e atualizaram as referências históricas. Simplificando, essas traduções pretendiam adaptar os prototextos aos padrões da cultura francesa. Nicolas Perrot d'Ablancourt, que adaptou os textos clássicos aos cânones e géneros da época, foi um dos principais tradutores com este tipo de abordagem . "D'Ablancourt iniciou uma tradição de tradução cujos produtos logo foram rotulados como "les belles infidèles", belos mas infiéis. O facto de pertencer à Académie Française fez com que as suas ideias adquirissem um certo peso, e no século XVIII foram formuladas e aplicadas de diversas formas, umas mais extremas do que outras".
Em 1681, Monsieur de la Valterie publicou uma tradução em prosa dos versos homéricos. Num comentário que acompanha a tradução, justificou a sua adaptação dos costumes antigos por razões de decência e, paradoxalmente, de fidelidade ao autor «que não tinha intenção de ofender o leitor». Muitos ensaios sobre os princípios da tradução foram escritos para justificar essa abordagem. Embora os autores do final do século XVII tenham dado mais atenção à fonte, a prioridade continuou a ser a de criar textos que despertassem o interesse do leitor francês.
Pierre le Tourner, no prefácio do livro de Edward Young chamado Nocturnal Thoughts (1769), declarou sua "intenção de destilar de um Young inglês um Young francês, para que fosse lido com prazer e interesse pelos leitores franceses, não obrigados a se perguntar se o livro que eles estavam lendo era uma cópia ou um original».  «A explicação de Le Tourner deve ser sublinhada pela manipulação conceitual que ele operou. Não distingue entre uma tradução que produz um efeito semelhante ao do texto estrangeiro e uma tradução que produz a ilusão de originalidade ao anular o seu estatuto de tradução. A tradição das belles infidèles repetidamente anulou essa distinção, afirmando uma correspondência com as intenções do autor estrangeiro ou com o significado substancial do texto estrangeiro ao mesmo tempo em que produzia revisões que respondiam ao que a cultura francesa considerava compreensível e interessante. A total familiaridade com a tradução, a sua linguagem e o seu estilo faziam com que parecesse transparente e assim passasse pelo original».

## Crítica

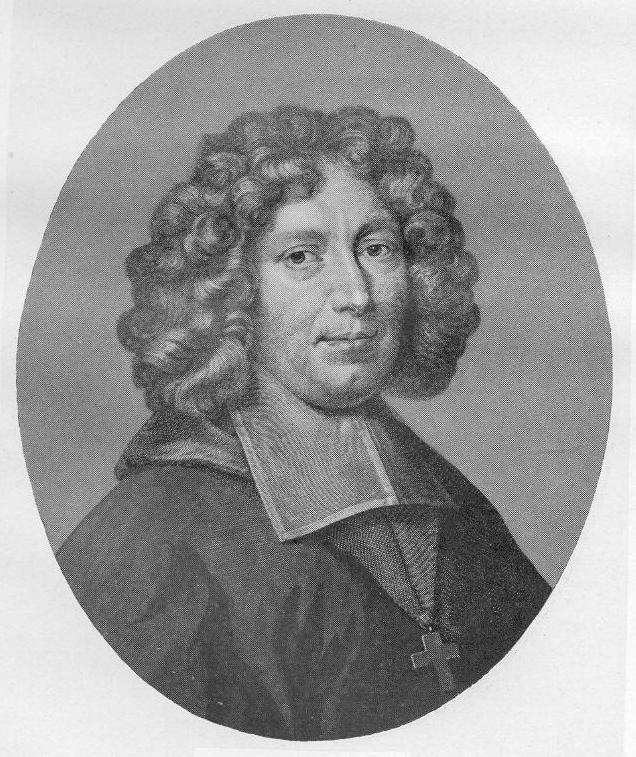
Huet se opôs a belle infidèles, enfatizando a importância da humildade do tradutor

Como aponta Ballard , a abordagem das belles infidèles não foi aceita universalmente. Paralelamente à tendência literária das belles infidèles, abordagens mais filológicas foram desenvolvidas por Lemaistre de Sacy, que traduziu uma versão latina da Bíblia para o francês, e por Pierre-Daniel Huet, que, em seu De Interpretatione (1661), exortou que o tradutor seja humilde diante do original. As razões apresentadas pelos opositores referem-se à modificação excessiva do texto, que deve, ao contrário, ser o mais fiel possível ao original; entre eles estão Méziriac, os especialistas pedagógicos de Port-Royal-des-Champs e Pierre-Daniel Huet. 